# Кларксвілл (Міссурі)
Кларксвілл (англ. Clarksville) — місто (англ. city) в США, в окрузі Пайк штату Міссурі. Населення — 372 особи (2020).

## Географія
Кларксвілл розташований за координатами 39°22′14″ пн. ш. 90°54′17″ зх. д. / 39.37056° пн. ш. 90.90472° зх. д. (39.370510, -90.904610).  За даними Бюро перепису населення США в 2010 році місто мало площу 2,14 км², з яких 1,20 км² — суходіл та 0,93 км² — водойми. В 2017 році площа становила 2,44 км², з яких 1,51 км² — суходіл та 0,93 км² — водойми.

## Демографія
Згідно з переписом 2010 року, у місті мешкали 442 особи в 210 домогосподарствах у складі 109 родин. Густота населення становила 207 осіб/км².  Було 271 помешкання (127/км²).
Расовий склад населення:
| - 89,4 % — білих - 7,2 % — чорних або афроамериканців - 2,0 % — осіб інших рас |

До двох чи більше рас належало 1,4 %. Частка іспаномовних становила 2,9 % від усіх жителів.
За віковим діапазоном населення розподілялося таким чином: 21,5 % — особи молодші 18 років, 57,5 % — особи у віці 18—64 років, 21,0 % — особи у віці 65 років та старші. Медіана віку мешканця становила 45,8 року. На 100 осіб жіночої статі у місті припадало 107,5 чоловіків;  на 100 жінок у віці від 18 років та старших — 102,9 чоловіків також старших 18 років.
Середній дохід на одне домашнє господарство  становив 48 064 долари США (медіана — 38 750), а середній дохід на одну сім'ю — 57 816 доларів (медіана — 49 167). Медіана доходів становила 42 500 доларів для чоловіків та 25 729 доларів для жінок. За межею бідності перебувало 23,4 % осіб, у тому числі 30,6 % дітей у віці до 18 років та 20,6 % осіб у віці 65 років та старших.
Цивільне працевлаштоване населення становило 184 особи. Основні галузі зайнятості: роздрібна торгівля — 24,5 %, освіта, охорона здоров'я та соціальна допомога — 16,8 %, виробництво — 14,1 %.